# Уганда на літніх Олімпійських іграх 2016
Уганда на літніх Олімпійських іграх 2016 була представлена 21 спортсменом в 3 видах спорту. Жодної медалі олімпійці Уганди не завоювали.

## Спортсмени
| Дисципліна     | Чоловіки | Жінки | Разом |
| -------------- | -------- | ----- | ----- |
| Легка атлетика | 11       | 6     | 17    |
| Бокс           | 2        | 0     | 2     |
| Плавання       | 1        | 1     | 2     |
| Разом          | 14       | 7     | 21    |

## Легка атлетика
Легенда
- Note – для трекових дисциплін місце вказане лише для забігу, в якому взяв участь спортсмен
- Q = пройшов у наступне коло напряму
- q = пройшов у наступне коло за добором (для трекових дисциплін - найшвидші часи серед тих, хто не пройшов напряму; для технічних дисциплін - увійшов до визначеної кількості фіналістів за місцем якщо напряму пройшло менше спортсменів, ніж визначена кількість)
- PB = Особистий рекорд
- SB = Найкраще особисте досягнення в сезоні
- NR = Національний рекорд
- N/A = Коло відсутнє у цій дисципліні
- Bye = спортсменові не потрібно змагатися у цьому колі

Трекові і шосейні дисципліни
Чоловіки
| Спортсмен          | Дисципліна           | Попередній забіг | Попередній забіг | Півфінал  | Півфінал | Фінал           | Фінал           |
| Спортсмен          | Дисципліна           | Результат        | Місце            | Результат | Місце    | Результат       | Місце           |
| ------------------ | -------------------- | ---------------- | ---------------- | --------- | -------- | --------------- | --------------- |
| Рональд Мусагала   | 1500 м               | 3:38.45          | 4 Q              | 3:40.37   | 5 Q      | 3:51.68         | 11              |
| Джошуа Чептегей    | 5000 м               | 13:25.70         | 4 Q              | Н/Д       | Н/Д      | 13:09.17        | 8               |
| Джейкоб Кіплімо    | 5000 м               | 13:30.40         | 11               | Н/Д       | Н/Д      | Завершив виступ | Завершив виступ |
| Phillip Kipyego    | 5000 м               | 13:24.66 SB      | 11               | Н/Д       | Н/Д      | Завершив виступ | Завершив виступ |
| Джошуа Чептегей    | 10000 м              | Н/Д              | Н/Д              | Н/Д       | Н/Д      | 27:10.06 PB     | 6               |
| Мозес Куронг       | 10000 м              | Н/Д              | Н/Д              | Н/Д       | Н/Д      | 28:03.38        | 22              |
| Тімоті Тороїтіч    | 10000 м              | Н/Д              | Н/Д              | Н/Д       | Н/Д      | 28:04.84        | 23              |
| Якоб Араптані      | 3000 м з перешкодами | 8:21.53          | 2 Q              | Н/Д       | Н/Д      | DNF             | DNF             |
| Бенджамін Кіплагат | 3000 м з перешкодами | 8:30.76          | 6                | Н/Д       | Н/Д      | Завершив виступ | Завершив виступ |
| Джексон Кіпроп     | Марафон              | Н/Д              | Н/Д              | Н/Д       | Н/Д      | 2:22:09         | 80              |
| Стівен Кіпротіч    | Марафон              | Н/Д              | Н/Д              | Н/Д       | Н/Д      | 2:13:32         | 14              |
| Соломон Мутаї      | Марафон              | Н/Д              | Н/Д              | Н/Д       | Н/Д      | 2:11:49         | 8               |

Жінки
| Спортсменка    | Дисципліна           | Попередній забіг | Попередній забіг | Півфінал         | Півфінал         | Фінал            | Фінал            |
| Спортсменка    | Дисципліна           | Результат        | Місце            | Результат        | Місце            | Результат        | Місце            |
| -------------- | -------------------- | ---------------- | ---------------- | ---------------- | ---------------- | ---------------- | ---------------- |
| Галіма Накаї   | 800 м                | 1:59.78 PB       | 5 q              | 2:00.63          | 6                | Завершила виступ | Завершила виступ |
| Вінні Наньондо | 800 м                | 2:02.77          | 6                | Завершила виступ | Завершила виступ | Завершила виступ | Завершила виступ |
| Джулієт Чеквел | 5000 м               | 15:29.07         | 9                | Н/Д              | Н/Д              | Завершила виступ | Завершила виступ |
| Стелла Чесанг  | 5000 м               | 15:49.80         | 13               | Н/Д              | Н/Д              | Завершила виступ | Завершила виступ |
| Джулієт Чеквел | 10000 м              | Н/Д              | Н/Д              | Н/Д              | Н/Д              | DNF              | DNF              |
| Перут Чемутай  | 3000 м з перешкодами | 9:31.03 PB       | 7                | Н/Д              | Н/Д              | Завершила виступ | Завершила виступ |
| Адеро Ніакісі  | Марафон              | Н/Д              | Н/Д              | Н/Д              | Н/Д              | 2:42:39          | 68               |

## Бокс
| Спортсмен       | Категорія           | 1/16 фіналу         | 1/8 фіналу         | Чвертьфінали       | Півфінали          | Фінал              | Фінал           |
| Спортсмен       | Категорія           | Суперник Результат  | Суперник Результат | Суперник Результат | Суперник Результат | Суперник Результат | Місце           |
| --------------- | ------------------- | ------------------- | ------------------ | ------------------ | ------------------ | ------------------ | --------------- |
| Рональд Серуго  | до 52 кг (чоловіки) | Абгарян (ARM) L 1–2 | Завершив виступ    | Завершив виступ    | Завершив виступ    | Завершив виступ    | Завершив виступ |
| Кеннеді Катенде | до 81 кг (чоловіки) | Буатсі (GBR) L TKO  | Завершив виступ    | Завершив виступ    | Завершив виступ    | Завершив виступ    | Завершив виступ |

## Плавання
| Спортсмен        | Дисципліна                          | Попередній заплив | Попередній заплив | Півфінал         | Півфінал         | Фінал            | Фінал            |
| Спортсмен        | Дисципліна                          | Час               | Місце             | Час              | Місце            | Час              | Місце            |
| ---------------- | ----------------------------------- | ----------------- | ----------------- | ---------------- | ---------------- | ---------------- | ---------------- |
| Джошуа Тібатемва | 50 метрів вільним стилем (чоловіки) | 25.98             | 64                | Завершив виступ  | Завершив виступ  | Завершив виступ  | Завершив виступ  |
| Джаміла Лункусе  | 100 метрів брасом (жінки)           | 1:19.64           | 40                | Завершила виступ | Завершила виступ | Завершила виступ | Завершила виступ |